# David Agbodji
David Agbodji (ur. 8 maja 1987 w Paryżu) – francuski model, fotograf i artysta malarz, najbardziej znany ze współpracy z Calvinem Kleinem.

## Życiorys

### Wczesne lata
Urodził się w Paryżu. Jego rodzice pochodzili z Togo. Wychowywał się przez dziesięć lat w Moskwie, zanim rodzina przeniosła się do Nowego Jorku. Nigdy nie zabiegał o karierę w świecie mody, chciał tylko zarobić trochę pieniędzy na studia. Studiował na uczelni sztukę.

### Kariera
W 2008 roku związał się z nowojorską agencją Quest Model Management, a także z takimi agencjami dla modelek jak Success Models w Paryżu, Elite w Toronto, Click LA, I Love Models w Mediolanie, Next w Londynie, Unique w Kopenhadze i Sight Management Studio w Barcelonie. W czerwcu 2009 roku zadebiutował na wybiegu w Mediolanie, a w 2010 roku był twarzą Calvina Kleina.
W czerwcu portal Models.com wspomniał o nim jako wschodząca gwiazda. Jego zdjęcia znalazły się w magazynach m.in.: GQ, francuskiej edycji Vogue, V Man, GQ Style, WAD, The Block, Seventh Man, Harper’s Bazaar i BL33N. Pracował również dla firm J.Crew, Calvin Klein, Louis Vuitton, Tommy Hilfiger, Ralph Lauren i Diesel.
W 2011 roku ponownie był twarzą Calvina Kleina w kampanii reklamowej z perfumami Bottega Venetta. Reklamował odzież takich firm jak Hugo Boss AG, Vivienne Westwood, Jean-Paul Gaultier, Dolce & Gabbana i Hermès, a także wystąpił w reklamie dla Barneya, Calvina Kleina, Banana Republic i Express. W 2014 współpracował z projektantami mody takimi jak Christopher Raeburn, Philip Plein, Hogan i RAKE. W lutym 2015 roku w Nowym Jorku razem z Naomi Campbell wziął udział w pokazie Fashion Week Mercedes-Benz.